# 姜兆翀
姜兆翀（1740年—1811年），字孺山，号镘佣，一作墁佣，华亭（今上海松江）人。
乾隆三十五年（1770）中举，授景山官学教习。乾隆四十九年（1784）任舒城教谕。乾隆六十年（1795），辞职歸里。著有《孟子篇叙》，编有《松江明末忠节录》、《国朝松江诗钞》等。